# 달콤한 열여섯
《달콤한 열여섯》(영어: Sweet Sixteen)은 영국, 독일, 스페인에서 제작된 켄 로치 감독의 2002년 성장 범죄 드라마 영화이다. 마틴 콤프스턴 등이 출연하였고, 리베카 오브라이언 등이 제작에 참여하였다.

## 출연진
- 마틴 콤프스턴
- 윌리엄 루안
- 게리 매코맥